# 게임플레이

초기 버전의 퍼즐 게임 Edge의 게임플레이

게임플레이(gameplay)는 플레이어가 게임과 상호작용하는 특정한 방식의 하나로, 특히 비디오 게임에 해당한다. 게임플레이는 게임의 규칙을 통해 정의되는 패턴, 플레이어와 게임 간의 연결, 도전, 그리고 이들을 극복하는 것, 줄거리, 그리고 플레이어를 이와 연결시키는 것이다. 비디오 게임의 게임플레이는 그래픽과 오디오 요소와는 구별한다.

## 개요
1980년대 비디오 게임 개발과 함께 등장한 게임플레이라는 용어는 비디오 게임의 맥락에서만 사용되었지만 이제는 그 인기가 더 전통적인 다른 게임 형식을 설명하는 데 사용되기 시작했다. 일반적으로 게임플레이는 그래픽, 사운드 등의 요소를 제외하고 비디오 게임을 플레이하는 전반적인 경험으로 간주된다. 반면, 게임 메커니즘은 즐거운 게임 경험을 제공하기 위한 게임의 규칙 집합이다. 학문적 토론에서는 게임 플레이가 너무 모호하기 때문에 특히 게임 플레이를 피하기 위해 게임 메커니즘을 선호하는 경향이 있다. 이 단어는 때때로 카드 게임에 잘못 적용된다. 그러나 일반적인 용어는 "플레이"이며 규칙에 따라 카드가 플레이되는 방식(딜링이나 입찰과 같은 다른 측면과 반대)을 나타낸다.

## 종류
게임플레이에는 세 가지 구성 요소가 있다. 플레이어가 게임에서 무엇을 할 수 있는지 정의하는 "조작 규칙", 게임의 목표를 정의하는 "목표 규칙", 게임을 조정하거나 수정할 수 있는 방법을 정의하는 "메타룰"이다. 비디오 게임의 게임플레이는 여러 유형으로 나눌 수 있다. 예를 들어 협동 게임플레이에는 두 명 이상의 플레이어가 한 팀으로 플레이하는 것이 포함된다. 또 다른 예는 리듬 게임이나 1인칭 슈팅 게임에서 플레이어의 반응 시간과 정확성을 테스트하는 데 기반을 둔 트위치 게임플레이이다. 다양한 게임플레이 유형이 아래에 나열되어 있다.
- 비대칭 비디오 게임
- 협동 플레이
- 창발적 게임플레이
- 비선형 게임플레이

## 같이 보기
- 비디오 게임 장르
- 비디오 게임 개발, 게임 디자인
- 인터랙션 디자인
- 놀이